# Río Molina
El río Molina es un curso natural de agua que nace de la confluencia del río del Cepo y del estero Las Tinajas en la Región Metropolitana de Santiago y fluye con dirección general oeste hasta su unión con el río San Francisco (Mapocho) que da origen al Mapocho.
Risopatrón menciona que también es llamado río del Cepo.

## Trayecto
Este rio llega desde el este, desde apenas 10 km de su desembocadura nace de la confluencia del río del Cepo que drena la falda poniente del cordón de ese nombre escurre de norte a sur por espacio de 18 km, y del estero Las Tinajas, cada uno de ellos con afluentes. También recibe varias quebradas y esteros.
Finalmente confluye con el río San Francisco para formar el Mapocho, cercano a la localidad de La Ermita a pocos kilómetros al oeste de Corral Quemado.

## Historia
Luis Risopatrón lo describe en su Diccionario jeográfico de Chile (1924):: 560 
Molina (Río), De buena agua, con abundantes vegas, buenos pastos i alguna leña en su cajón, fluye del SE al río de San Francisco, para formar el del Mapocho; i estero del cepo o de Molina.

## Población, economía y ecología
Hoy en día es un lugar visitado por pescadores deportivos de la región.
Aguas arriba del río Molina se encuentra un tambo inca en el Cerro el Cepo